# Torr
A torr (jele: torr) a nyomás egyik mértékegysége, mely nem szerepel az SI-mértékegységrendszerben. A mai definíció szerint 1 torr egyenlő 1/760 atmoszférával. Hibahatáron belül egyezik a higanymilliméterrel (mmHg). A mmHg annak a nyomásnak felel meg, amely 1 milliméter magas higanyoszlop nyomásával egyensúlyban van. (1 mm magas higanyoszlop hidrosztatikai nyomása). Rokon mértékegység a higanymikrométer (µmHg), amely a higanymilliméter ezredrésze.

## Eredete
A mértékegység Evangelista Torricelli olasz fizikus után kapta a nevét, aki 1643-ban felfedezte a barométer működési elvét.
A nyomás definiálásának egyik lehetséges módja, hogy megmérjük milyen magas folyadékoszloppal van egyensúlyban az adott nyomás; másképp milyen magas az a folyadékoszlop, amelyik az adott nyomást fejti ki az alapjánál. Bár a nyomásmérőkben bármilyen folyadékot lehetne használni, a közönséges folyadékok, mint például a víz esetében a folyadékoszlop magassága túl nagy lenne a mindennapi használatra. 1 atmoszféra nyomás kifejtéséhez mintegy 10 méter magas vízoszlopra lenne szükség. Ezért használnak a nyomásmérőkben nagy sűrűségű folyadékot, például higanyt. Normális légköri nyomást kb. 760 mm higany tud egyensúlyban tartani, ezért az atmoszféra 1/760-ad része, más néven 1 Hgmm, azaz 1 torr sokáig a nyomás kényelmes mértékegysége volt.

## Definíció
Mivel a 10. Általános Súly- és Mértékügyi Konferencián (Conférence Générale des Poids et Mesures – CGPM) az atmoszférát pontosan definiálták, és az atmoszférát pontosan 760 Hgmm-nek tekintjük, a két definíció alapján a torr pontosan 101325/760 ≈ 133,3223684 pascal. Ez a meghatározás szerepel még a IUPAC dokumentumaiban, a Nemzetközi Súly- és Mértékügyi Hivatal már törölte a rendszeren kívüli mértékegységek listájáról (az SI 9. számú kiadványában, 2018 novembere óta).
|        | pascal Pa   | bár bar       | technikai atmoszféra at | fizikai atmoszféra atm | torr és mmHg | font per négyzethüvelyk psi |
| ------ | ----------- | ------------- | ----------------------- | ---------------------- | ------------ | --------------------------- |
| 1 Pa   | ≡ 1 N/m²    | 10−5          | 10,197·10−6             | 9,8692·10−6            | 7,5006·10−3  | 145,04·10−6                 |
| 1 bar  | 100 000     | ≡ 106 dyn/cm² | 1,0197                  | 0,98692                | 750,06       | 14,504                      |
| 1 at   | 98 066,5    | 0,980665      | ≡ 1 kp/cm²              | 0,96784                | 735,56       | 14,223                      |
| 1 atm  | 101 325     | 1,01325       | 1,0332                  | ≡ 101 325 Pa           | 760          | 14,696                      |
| 1 torr | 133,322     | 1,3332·10−3   | 1,3595·10−3             | 1,3158·10−3            | ≡ 1 mmHg     | 19,337·10−3                 |
| 1 psi  | 6,89476·103 | 68,948·10−3   | 70,307·10−3             | 68,046·10−3            | 51,715       | ≡ 1 lbf/in²                 |

Például: 1 Pa = 1 N/m²  = 10−5 bar  = 10,197·10−6 at  = 9,8692·10−6 atm … stb.

## Használata
A higanymilliméter még ma is általánosan használt szerte a világban a gázok és a vér nyomásának kifejezésére. A glaukómás betegek esetében is higanymilliméterben mérik a szemen belüli nyomást (Intraocular pressure – IOP). (lásd: Tonométer)
Bár ma már a pascal a nyomás általánosan használt mértékegysége, bizonyos mérnöki tudományágak még ma is használják a torrt.

## Külső hivatkozások
- Nyomás mértékegységek
- A torr átszámítása más mértékegységekre